# Юлих-Клеве-Берг
Юлих-Клеве-Берг (на немски: Vereinigten Herzogtümer Jülich-Kleve-Berg; на нидерландски: Verenigde Hertogdommen Gulik-Kleef-Berg) е територия на Свещената Римска империя, херцогство, обенение на херцогство Клеве, херцогство Юлих, графство Марк, графство Равенсберг и херцогство Берг от 1521 до 1614 г.

## Дом Клеве(1521 – 1609)
- 1521 – 1539 Йохан III
- 1539 – 1592 Вилхелм V
- 1592 – 1609 Йохан Вилхелм